# 奈良県立小学校教員養成所
奈良県立小学校教員養成所(ならけんりつ しょうがっこうきょういん ようせいしょ)は、かつて奈良県奈良市船橋町にあった日本の小学校教員養成機関である。現在の奈良県立大学(当時は奈良県立短期大学)の近辺に所在していた。

## 概要
- 奈良県設置母体として1970年、奈良県奈良市に設置された小学校教員養成機関。
- 鉄筋コンクリート造り三階建てとなっていた[1][注 1]。

## ロケーション
- 近隣には、佐保川あり[1][注 1]。

## 沿革
- 1970年 設置とともに学生受け入れ開始。二年制課程を置く[1][注 2]。
- 1972年 初めての卒業生を迎える。
- 1975年 一年制課程が併設される[1][注 3]。
- 1978年 この年度をもって二年制課程の学生受け入れを最後とする。これにより、高等学校卒業者[注 4]を対象とした受け入れがこの年度が最後となった[1][注 5]。
- 1980年 二年制課程[注 4]を廃止[1][注 6]。
- 1983年 この年度をもって一年制課程の学生受け入れを最後とする[1][注 7]。これにより、廃止が決定となる。
- 1984年3月17日の最後の卒業式をもって廃止[1][注 1]。

## 学科
- 二年制課程:高等学校卒業者[注 4]を対象とした課程。一般教育科目・外国語科目・保健体育科目群からなっていた。
- 一年制課程:大学卒業者を対象[注 8]とした課程で、二年制課程のような一般教育科目・外国語科目・保健体育科目群はなく、専門教育科目30単位のみの課程だった。

## 取得資格
- 小学校教諭二級免許状[注 9]

## 学校生活
- 「紅牙祭」と称した学園祭が催された。